# Sergi Belbel
Œuvres principales
- Morir
- Carícies

Sergi Belbel, né le 29 mai 1963 à Terrassa en Catalogne, est un dramaturge, metteur en scène et traducteur catalan, directeur du Théâtre national de Catalogne entre 2006 et 2013.

## Biographie
Bien que né en Catalogne, les origines familiales de Sergi Belbel sont andalouses et sa langue maternelle, le castillan. Il adopte le catalan, qui devient sa « langue affective », alors qu'il est enfant, pendant la dictature de Franco.

### 1986-1990 - Formation et premiers écrits:Elsa Schneider
Diplômé en 1986 en Philologie française et romane à l’Université autonome de Barcelone, il a notamment pour maître et professeur José Sanchis Sinisterra, directeur du Théâtre Fronterizo, avec lequel il collabore de 1986 à 1988.
En 1987, âgé de 24 ans, il publie Elsa Schneider, qui consiste en trois monologues, trois regards sur la condition féminine : la première partie « Elsa » consiste en une réécriture dramaturgique de la nouvelle autrichienne Mademoiselle Elsa ; la seconde partie, « Schneider » recompose la biographie de l'actrice Romy Schneider. Le troisième et dernier monologue, sous forme d'épilogue intitulé « Elsa Schneider », récapitulation apparente des deux femmes précédentes, met en scène une comédienne sans personnage, face au public : elle interroge les conditions de la parole théâtrale et entremêle l'imaginaire avec le réel, au point de remettre en cause toute réalité. Elsa Schneider remporte le Prix national Ignasi Iglesias.
À la fin des années 80, Sergi Belbel s'impose très rapidement comme l’un des représentants du retour du texte dans le théâtre catalan. 

### 1991 -Caresses
Sa pièce Caresses, publiée en 1991, suscite de nombreuses réactions virulentes en Catalogne, mais lui permet d'accéder à une renommée internationale. Une adaptation cinématographique, par le réalisateur catalan Ventura Pons, est faite en 1998.
Caresses est mis en scène par Christian Taponard au théâtre des Célestins de Lyon, en mars 2007, avec Alain Bert, Marion Berthier, Nadine Emin, Emilien Marion, Franco Provvedi, Henri-Edouard Osinski, Martine Vandeville, Benjamin Villemagne et Vincent Tessier.

### 1993 -Après la pluie
En 1993, il écrit Après la pluie qui fait l'objet en France de plusieurs interprétations importantes. En 1999, elle est mise en scène au théâtre Poche-Montparnasse par Marion Berry, avec Stéphane Bierry, Raphaëline Goupilleau, Sarah Haxaire, Marina Moncade, Julien Rochefort, Geoffroy Thiebaut et Fabienne Tricottet. « C’est cru et gai. Obscène parfois et truculent, mais avec pudeur et drôlerie. […] Un petit chef-d’œuvre. », écrit à l'époque le journaliste Bernard Thomas, dans Le Canard Enchaîné. La pièce est nommée à trois reprises lors des Molières 1999, dans les catégories Meilleure pièce de création, Révélation théâtrale pour Sarah Haxaire et Meilleure pièce comique, et emporte ce dernier prix.
À l'automne 2017, Après la pluie fait de nouveau l'objet d'une mise en scène, au théâtre du Vieux-Colombier. C'est la première fois que la troupe de la Comédie-Française interprète un texte de Sergi Belbel, dans une mise en scène de Lilo Baur, avec Cécile Brune, Véronique Vella, Clotilde de Bayser, Anna Cervinka, Rebecca Marder, Nâzim Boudjenah, Sébastien Pouderoux et Alexandre Pavloff.

### 1994-2017:Morir,Le Sang,Mexicatas...
Avec Morir, en 1994, Sergi Belbel reçoit deux ans plus tard le Prix national de Littérature dramatique du ministère de la culture espagnol. De cette pièce est tirée le film de Ventura Pons Morir (o no), en 2000.
En 1998, il publie Le Sang, dans lequel il déploie une esthétique visuelle de la mort : l'assassinat de la Femme a ainsi lieu sur scène, après une agonie verbale dans laquelle elle parle de sa propre mort. Si le dramaturge ne va pas jusqu'à représenter l'horreur du dépeçage du cadavre, il le signifie néanmoins au moyen d'un message sonore. Avant l'ultime monologue de la petite fille s'adressant au sang, celui-ci recouvre les habits de l'Homme et envahit la scène : « une épaisse flaque de sang surgit de l'obscurité » et « continue à avancer vers le cercle de lumière ».
En 2017, il écrit Mexicatas, une pièce sur le thème de l'exil, écrite pour huit actrices mexicaines résidant en Catalogne : elle sera créée en janvier 2018 au Mexique.

### Traduction et mise en scène
Outre son activité d'écriture, Sergi Belbel traduit Jean Racine, Samuel Beckett, Georges Perec, Bernard-Marie Koltès, Molière, Marivaux, Jean-Michel Ribes, Sébastien Thiéry...
Il met en scène par ailleurs ses propres textes, ainsi que des pièces classiques - Molière, Calderón, Shakespeare, Goldoni, etc. - et contemporaines : Bernard-Marie Koltès, Samuel Beckett, Josep Maria Benet i Jornet, Jordi Galceran, David Mamet, Harold Pinter... 
Il a enseigné, jusqu'en 2006, à l'Institut du Théâtre de Barcelone et est conseiller artistique du Théâtre national de Catalogne, dont il fut le directeur de 2006 à 2013. Depuis mai 2016, il préside l’Obrador de la Sala Beckett de Barcelone, où il intervient par ailleurs en tant que professeur d’écriture dramatique.
Le théâtre de Sergi Belbel est représenté en France et dans les pays francophones par l’agence Althéa des éditions Théâtrales, qui ont édité plusieurs de ses textes.

### Audiovisuel
Sergi Belbel a également co-écrit le scénario du film Eva, sorti en 2011, et a créé la série télévisée Si je ne t'avais pas rencontrée, diffusée en 2018 en Espagne. 

## Style
Bien que metteur en scène par ailleurs, Sergi Belbel revendique la primauté du texte sur toute interprétation scénique : « Je suis moi-même metteur en scène, mais comme je dis toujours : je suis un auteur qui fait de la mise en scène et non un metteur en scène qui écrit. Le texte est premier. » Lors de ce même entretien avec Pierre Monastier, il défend l'importance de la fable, dans le sillage de Bertolt Brecht, le rôle politique de la tragédie et le retrait de la narration dans l'écriture dramatique : « Le texte théâtral est toujours associé au retrait de la narration. »
Aymeric Rollet s'intéresse quant à lui à la « forme d'esthétique trash » déployée par Sergi Belbel : des images de souillure, de décomposition, de déjection, appartenant à « dramaturgie de l'organique abject », sont multipliées afin de susciter dégoût et répulsion. « Chez Belbel, [...] un nombre significatif de pièces, de situations dramatiques et d'images scéniques, semblent devoir leur thème du memento mori au genre baroque des vanités. »

## Récompenses
- 1987 : Prix national Ignasi Iglesias pour Elsa Schneider .
- 1995 : Prix national de littérature catalane catégorie théâtre
- 1996 : Prix national de Littérature dramatique du ministère de la culture espagnol pour Morir (1994).
- 2000 : Prix national du théâtre de la Généralité de Catalogne
- 2003 : Prix de la ville de Barcelone

## Pièces
- 1986 : Caleidoscopis i fars d'avui
- 1987 : Elsa Schneider
- 1987 : Minim-Mal Show
- 1998 : Ópera
- 1989 : En companyia d'abisme
- 1989 : Tàlem - Lit nuptial, traduit du catalan par Rosine Gars, éditions Théâtrales, 1992, 118 p.
- 1991 : Carícies - Caresses, traduit du catalan par Jean-Jacques Préau, éditions Théâtrales, 1992, 118 p. 
  - Adaptation cinématographique en 1998 : Caresses
- 1993 : Després de la pluja - Après la pluie, traduit du catalan par Jean-Jacques Préau, éditions Théâtrales, 1997, 76 p.
- 1994 : Morir [« Mourir »]
- 1997 : Homes
- 1998 : La Sang - Le Sang, traduit du catalan par Carole Franck, éditions Théâtrales, 2002, 191 p.
- 1999 : El temps de Planck - Le temps de Planck, traduit du catalan par Christilla Vasserot, éditions Théâtrales, 2002, 191 p.
- 2005 : Forasters [« Étrangers »]
- 2006 : Mòbil - Sans fil, traduit du catalan par Christilla Vasserot, éditions Théâtrales, 2007, 77 p.
- 2007 : A la Toscana - Anniversaire en Toscane, dans 25 petites pièces d'auteurs, traduit du catalan par Christilla Vasserot, éditions Théâtrales, 384 p.
- 2017 : Mexicatas

## Romans
- 2021 : Morir-ne disset, Prix Sant Jordi du roman 2021[10]